# Municipio de Fremont (condado de Benton)
El municipio de Fremont (en inglés: Fremont Township) es uno de los veinte municipios ubicados en el condado de Benton en el estado estadounidense de Iowa. En el año 2000 el municipio tenía una población de 1736 habitantes y una densidad poblacional de 18,5 personas por km². El territorio del municipio incluye por completo al de una ciudad, Atkins.

## Geografía
El municipio de Fremont se encuentra ubicado en las coordenadas 41°59′33″N 91°53′36″O / 41.99250, -91.89333.